# 플래시 콘텐츠 사이트
플래시 콘텐츠 사이트(flash contents site)는 플래시 콘텐츠 및 소스를 게시하는 사이트이다.

## 개요
어도비 플래시는 웹상에서 멀티미디어 플랫폼으로서 중요한 위치를 차지하고, 사용자와 상호작용할 수 있는 콘텐츠 저작도구로 주목받고 있다. 기업들은 플래시를 활용한 웹사이트를 제작하는 등 산업적으로 다양하게 활용하고 있다. 또한 플래시의 강력한 멀티미디어 저작 능력을 이용하여 애니메이션을 제작하는 사람들도 많아졌다. 플래시 콘텐츠 사이트에서 사용자들은 스스로 만든 애니메이션, 게임을 게시하며 다른 사람들과 교류할 수 있다. 대형사이트의 경우 영리 목적으로 광고를 게시하는 경우가 많고, 소규모 커뮤니티를 지향하는 비영리 사이트도 있다.

## 사례
대표적인 예로, 영어권에는 뉴그라운즈, 대한민국에는 플래시365, 주전자닷컴, 쉬프트카페 등이 있다.

## 같이 보기
- 대한민국의 플래시 콘텐츠 사이트
- 플래시 게임